# Ignacio Bauer

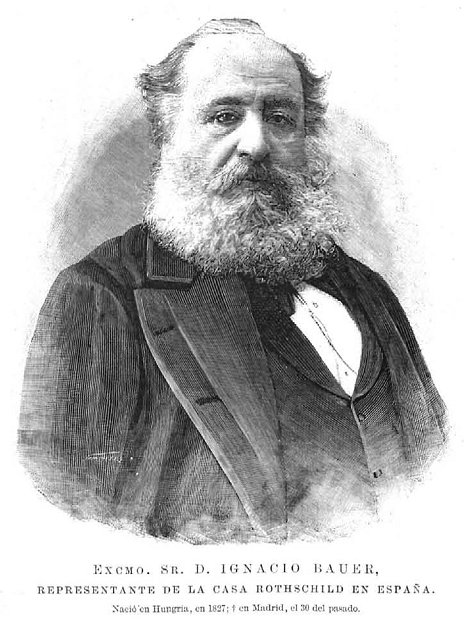
Retrato publicado en La Ilustración Española y Americana (1895).

Ignacio Salomón Bauer (Pest, 1827 -  Madrid 1895) fue un banquero español de origen húngaro.

## Biografía
Nació en 1827 en la ciudad húngara de Budapest —que entonces formaba parte del Imperio austríaco—. Bauer era de ascendencia judía. Se crio en la ciudad portuaria de Trieste con la familia Morpurgo, y a temprana edad empezó a trabajar para la reconocida casa Rotschild en Viena. En 1848 fue enviado a España como representante de la banca Rotschild en Madrid, pasando a colaborar con el banquero Daniel Weisweiller. Ambos hombres actuaron en España como delegados de los Rotschild, teniendo un papel importante en la fundación de la Compañía de los Ferrocarriles de Madrid a Zaragoza y Alicante (MZA). Posteriormente, Bauer llegó a ser miembro del consejo de administración de MZA, y durante algún tiempo actuó como director general de la compañía.
Ignacio Bauer llegó a establecer un negocio familiar —la casa Bauer— que existió durante varias décadas y que actuaría como firma representante de Rotschild en España. En Madrid llegó a adquirir el llamado Palacio Bauer, que convirtió en residencia familiar y que se haría célebre en su época por las fiestas que se organizaban en su interior. Con la muerte Weisweiller en 1892, Bauer asumió en solitario la representación de Rotschild. Falleció en 1895, sucediéndole su hijo Gustavo al frente del negocio familiar.